# NGC 5679D
NGC 5679D este o galaxie situată în constelația Fecioara. A fost descoperită în  de către William Herschel.